# Oráčov
Oráčov település Csehországban, Rakovníki járásban. Oráčov Jesenice, Pšovlky, Řeřichy, Kolešovice, Velká Chmelištná, Hořovičky és Švihov településekkel határos. Lakosainak száma 381 fő (2024. január 1.).

## Népesség
A település lakosságának változását az alábbi diagram mutatja:
| Lakosok száma | 681  | 725  | 733  | 506  | 447  | 747  | 394  | 375  | 801  | 381  |
|               | 1869 | 1900 | 1921 | 1961 | 1980 | 2011 | 2016 | 2019 | 2021 | 2024 |